# Budapest Honvéd Football Club 2012-2013
Questa voce raccoglie le informazioni riguardanti la Budapest Honvéd nelle competizioni ufficiali della stagione 2012-2013.

## Stagione
La stagione 2012-13 con l'arrivo in panchina dell'italiano Marco Rossi partecipa all'Europa League eliminando al primo turno gli albanesi del Flamurtari Valona, ma venendo eliminato nel turno successivo dai russi dell'Anži. Nel mercato invernale il club si rafforza facendo arrivare  dall'Italia calciatori come Davide Lanzafame, Raffaele Alcibiade, Leandro Martínez e Donato Bottone concludendo l'annata al terzo posto entrando nella top 3 a distanza di diciannove anni dall'ultima volta.

### Rosa
| N. |                           | Ruolo | Calciatore            |
| -- | ------------------------- | ----- | --------------------- |
| 2  | Romania (bandiera)        | D     | Sergiu Moga           |
| 3  | Senegal (bandiera)        | D     | Souleymane Tandia     |
| 4  | Serbia (bandiera)         | D     | Aleksandar Ignjatović |
| 5  | Ungheria (bandiera)       | D     | András Debreceni      |
| 6  | Mali (bandiera)           | C     | Mamadou Diakité       |
| 7  | Ungheria (bandiera)       | C     | Richárd Vernes        |
| 8  | Nigeria (bandiera)        | C     | George Ikenne         |
| 9  | Ungheria (bandiera)       | A     | Gergely Délczeg       |
| 11 | Italia (bandiera)         | A     | Davide Lanzafame      |
| 13 | Italia (bandiera)         | D     | Raffaele Alcibiade    |
| 15 | Italia (bandiera)         | A     | Leandro Martínez      |
| 18 | Ungheria (bandiera)       | A     | Attila Lőrinczy       |
| 19 | Serbia (bandiera)         | A     | Filip Holender        |
| 20 | Ungheria (bandiera)       | C     | Gellért Ivancsics     |
| 22 | Costa d'Avorio (bandiera) | A     | Souleymane Diaby      |

| N. |                     | Ruolo | Calciatore        |
| -- | ------------------- | ----- | ----------------- |
| 23 | Romania (bandiera)  | D     | Claudiu Pascariu  |
| 24 | Mali (bandiera)     | C     | Drissa Diarra     |
| 25 | Croazia (bandiera)  | D     | Ivan Lovrić       |
| 26 | Ungheria (bandiera) | C     | Patrik Hidi       |
| 27 | Camerun (bandiera)  | C     | Hervé Tchami      |
| 28 | Ungheria (bandiera) | A     | Gergely Bobál     |
| 30 | Ungheria (bandiera) | C     | Bálint Vécsei     |
| 31 | Ungheria (bandiera) | P     | Márton Czuczi     |
| 33 | Serbia (bandiera)   | C     | Boris Živanović   |
| 34 | Ungheria (bandiera) | P     | Norbert Szemerédi |
| 35 | Nigeria (bandiera)  | C     | Henry Odia        |
| 36 | Ungheria (bandiera) | D     | Botond Baráth     |
| 71 | Ungheria (bandiera) | P     | Szabolcs Kemenes  |
| 77 | Ungheria (bandiera) | C     | Gergő Nagy        |
| 90 | Nigeria (bandiera)  | C     | Marshal Johnson   |

## Calciomercato

### Sessione estiva(dal 1/6 al 31/8)
| Acquisti | Acquisti              | Acquisti             | Acquisti            |
| R.       | Nome                  | da                   | Modalità            |
| -------- | --------------------- | -------------------- | ------------------- |
| D        | Aleksandar Ignjatović | Borac Čačak          | a titolo definitivo |
| D        | Souleymane Tandia     | Villefranche         | a titolo definitivo |
| D        | George Ikenne         | svincolato           |                     |
| D        | Géza Fazakas          | BKV Előre            | fine prestito       |
| C        | Boris Živanović       | Mačva Šabac          | a titolo definitivo |
| C        | Marshal Johnson       | Union Saint-Gilloise | fine prestito       |
| C        | Henry Odia            | svincolato           |                     |
| C        | Drissa Diarra         | svincolato           |                     |
| C        | Mamadou Diakité       | svincolato           |                     |
| A        | Ibrahima Thiam        | -                    | svincolato          |
| A        | Filip Kostic          | Radnički Kragujevac  | in prestito         |
| A        | Joel Toe              | -                    | svincolato          |
| A        | Marko Rajic           | Mladenovac           | in prestito         |
| A        | Abass Dieng           | Thanh Hóa            | fine prestito       |

| Cessioni | Cessioni              | Cessioni             | Cessioni      |
| R.       | Nome                  | a                    | Modalità      |
| -------- | --------------------- | -------------------- | ------------- |
| P        | Iván Tóth             | -                    | ritiro        |
| P        | András Sánta          | Pécs                 | definitivo    |
| D        | Géza Fazakas          | Sopron               | in prestito   |
| D        | Sorin Botiş           | Békéscsaba           | definitivo    |
| D        | Tomás Díaz            | Union Saint-Gilloise | fine prestito |
| C        | Norbert Németh        | Eger                 | definitivo    |
| C        | Adrián Horváth        | Pécs                 | definitivo    |
| C        | Jean-Baptiste Akassou | Pécs                 | definitivo    |
| C        | Matías Porcari        | -                    | svincolato    |
| C        | Norbert Hajdú         | Zalaegerszeg         | definitivo    |
| C        | Marshal Johnson       | Union Saint-Gilloise | definitivo    |
| A        | Emir Hadžić           | Sarajevo             | definitivo    |
| A        | Bojan Božović         | Siófok               | fine prestito |
| A        | Nicolas Ceolin        | Győri ETO            | fine prestito |

### Tra le due sessioni
| Acquisti | Acquisti       | Acquisti | Acquisti   |
| R.       | Nome           | da       | Modalità   |
| -------- | -------------- | -------- | ---------- |
| A        | Donato Bottone | -        | svincolato |

| Cessioni | Cessioni | Cessioni | Cessioni |
| R.       | Nome     | a        | Modalità |
| -------- | -------- | -------- | -------- |

### Sessione invernale dal 1/1 al 23/02
| Acquisti | Acquisti           | Acquisti    | Acquisti                         |
| R.       | Nome               | da          | Modalità                         |
| -------- | ------------------ | ----------- | -------------------------------- |
| D        | Raffaele Alcibiade | Juventus    | prestito                         |
| D        | Claudiu Pascariu   | Târgu Mureș | prestito con diritto di riscatto |
| A        | Leandro Martínez   | Cremonese   | prestito                         |
| A        | Davide Lanzafame   | Catania     | prestito                         |

| Cessioni | Cessioni          | Cessioni  | Cessioni                   |
| R.       | Nome              | a         | Modalità                   |
| -------- | ----------------- | --------- | -------------------------- |
| D        | Boris Bjelkanovic | -         | svincolato                 |
| D        | Marko Vidović     | -         | svincolato                 |
| A        | Ibrahima Thiam    | -         | svincolato                 |
| A        | Donato Bottone    | -         | svincolato                 |
| A        | Filip Kostic      | -         | svincolato                 |
| A        | Joel Toe          | -         | svincolato                 |
| A        | Marko Rajic       | Teleoptik | definitivo                 |
| A        | Abass Dieng       | SLNA      | definitivo                 |
| A        | Milán Faggyas     | Szolnok   | cessione a titolo gratuito |